# Ugo Pericoli
Ugo Pericoli (Adria, 29 gennaio 1923 – Santiago del Cile, 4 gennaio 1999) è stato un costumista e scenografo italiano.

## Biografia
Ugo Pericoli iniziò il lavoro di costumista nel 1953 per i fortunati film di Luigi Comencini Pane, amore e fantasia e  Pane, amore e gelosia.  Creò i costumi del film Totò nella luna e nel 1959 per il film I tartassati. Concluse la sua partecipazione nei film di Totò con Totò a Parigi. Nel 1962 fu lo scenografo per Il sorpasso e nel 1963 il costumista per I mostri. Uno dei suoi maggiori successi fu la realizzazione dei costumi del lungometraggio Quel maledetto treno blindato del 1978. Inoltre nel 1988 vinse il premio David di Donatello per i costumi militari de L'ultimo imperatore di Bernardo Bertolucci.  

## Filmografia parziale
- Senza veli, regia di Carmine Gallone e Arthur Maria Rabenalt (1952)
- Pane, amore e fantasia, regia di Luigi Comencini (1953)
- Pane, amore e gelosia, regia di Luigi Comencini (1954)
- Susanna tutta panna, regia di Steno (1955)
- Racconti d'estate, regia di Gianni Franciolini (1958)
- Totò nella luna, regia di Steno (1958)
- I tartassati, regia di Steno (1959)
- I ladri, regia di Lucio Fulci (1959) (scenografia)
- Tutti a casa, regia di Luigi Comencini (1960)
- Anima nera, regia di Roberto Rossellini (1962)
- Il sorpasso, regia di Dino Risi (1962) (scenografia)
- La marcia su Roma, regia di Dino Risi (1962)
- I mostri, regia di Dino Risi (1963)
- Il successo, regia di Mauro Morassi (1963)
- Il treno del sabato, regia di Vittorio Sala (1964)
- Il gaucho, regia di Dino Risi (1964)
- Se permettete parliamo di donne, regia di Ettore Scola (1964)
- La congiuntura, regia di Ettore Scola (1964)
- Due marines e un generale, regia di Luigi Scattini (1965)
- Io uccido, tu uccidi, regia di Gianni Puccini (1965)
- Berlino appuntamento per le spie (Operazione Polifemo), regia di Vittorio Sala (1965)
- Le spie vengono dal semifreddo, regia di Mario Bava (1966)
- Tecnica di un omicidio, regia di Franco Prosperi (1966)
- Lo sbarco di Anzio, regia di Duilio Coletti (1968)
- Waterloo, regia di Sergej Fëdorovič Bondarčuk (1970) (uniformi militari)
- Brancaleone alle crociate, regia di Mario Monicelli  (1970)
- Il generale dorme in piedi, regia di Francesco Massaro (1972)
- Peccato d'amore, regia di Robert Bolt (1972)
- Mussolini ultimo atto, regia di Carlo Lizzani (1974)
- Salon Kitty, regia di Tinto Brass (1975)
- Von Buttiglione Sturmtruppenführer, regia di Mino Guerrini (1977)
- Quel maledetto treno blindato, regia di Enzo G. Castellari (1978)
- Porca vacca, regia di Pasquale Festa Campanile (1980)
- Arcobaleno selvaggio, regia di Antonio Margheriti (1985)
- La leggenda del rubino malese, regia di Antonio Margheriti (1985)
- Capriccio, regia di Tinto Brass (1987)
- L'ultimo imperatore, regia di Bernardo Bertolucci (1987) (uniformi militari)